# Andsjön (Markaryds socken, Småland)
Andsjön är en sjö i Markaryds kommun i Småland och ingår i Lagans huvudavrinningsområde.